# Simon Lutz

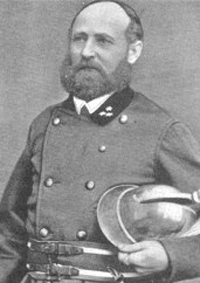
Simon Lutz als Feuerwehr-Kommandant

Simon Lutz († nach 1892) war ein deutscher Baumeister in Rosenheim.

## Leben
Lutz war Maurer- und Baumeister in Rosenheim. Am 20. Oktober 1860 war er Mitbegründer der Rosenheimer Freiwilligen Feuerwehr und wurde deren 1. Kommandant, der er bis 1892 blieb.
Sein Sohn war der Rosenheimer Baumeister Max Lutz.

## Werke (Auswahl)
- 1856, Rosenheim: Neubau eines Leichenhauses auf dem alten Friedhof[2]
- 1858/1859, Schwabering: Neubau der Pfarrkirche St. Peter nach Plänen des königlich bayerischen Bauinspektors Franz Beyschlag
- 1866, Rosenheim: Neubau der Knabenschule („Königschule“) an der Königstraße nach den Plänen von Ludwig Foltz, Professor an der Technischen Hochschule München, unter der Oberaufsicht des königlich bayerischen Bauamtmannes Adam Nabinger.[3][4]
- 1875/1876, Rosenheim: Neubau der Mädchenschule an der Heilig-Geist-Straße[5]
- 1892, Rosenheim: Neubau eines Schützenhauses und Schießanlage mit 14 modernen, überdachten Ständen für die „Privilegierte Feuerschützengesellschaft“ am Küpferling[6][7]